# 236
236 (CCXXXVI) var ett skottår som började en fredag i den julianska kalendern.

## Händelser

### Januari
- 10 januari – Sedan Anterus har avlidit den 3 januari väljs Fabianus till påve.[1]

### Okänt datum
- Fabianus indelar Rom i sju diakonskap.
- Fabianus skickar sju missionärer till Gallien för att evangelisera i de större städerna.
- Afrikanska legioner utropar Gordianus I och hans son Gordianus II som samkejsare av Romarriket.

## Avlidna
- 3 januari – Anterus, påve sedan 235
- Zhang Zhao, kinesisk tjänsteman